# Osmia pilicornis
Osmia pilicornis là một loài Hymenoptera trong họ Megachilidae. Loài này được Smith mô tả khoa học năm 1846.